# Festival du film de Sundance 2006
Le Festival du film de Sundance 2006, 22e édition du festival (22nd Sundance Film Festival) organisé par le Sundance Institute, s'est déroulé du 19 au 29 janvier 2006 à Park City (Utah).